# Рондель (поэзия)
Ронде́ль (фр. rondel) в средневековой поэзии — твёрдая форма, состоящая из 13 стихов, организованных в трёх строфах.

## Краткая характеристика
В наиболее строгом виде представляет собой два катрена и заключительное пятистишие, написанные таким образом, что первые два стиха повторяются в седьмом и восьмом, а самый первый, сверх того, ещё и в качестве заключительного (тринадцатого). Рифменная схема, таким образом: АВbа аbАВ аbbаА (заглавными буквами обозначены повторяющиеся строки).
Рондель возник в средневековой французской поэзии, где писался преимущественно восьмисложником; у истоков формы стоял, по-видимому, Эсташ Дешан. Знаменитые рондели принадлежат Карлу Орлеанскому.

### Вариации формы
Разнообразные вариации формы встречались уже у её основоположника Эсташа Дешана. Наиболее распространено название «двойной рондель» (фр. rondel double), обозначающее, однако, у разных авторов разное: иногда — стихотворение из 16 строк, в котором первый катрен полностью повторяется в конце, иногда — более сложную форму: 25 стихов, все четыре стиха первого катрена повторяются в качестве заключительного стиха в последующих катренах, а в заключение, как и в одинарном ронделе, следует пятистишие — так, в частности, у Виллема ван Фоккенброха.

## Рецепция
В Новое время ронделями прославились Стефан Малларме и Альбер Жиро (автор сборника стихов «Лунный Пьеро»). Изредка встречаются в музыке («Рондель» на стихи П. Коллена написал П. И. Чайковский).
На русскую почву рондель был перенесён в начале XX века такими авторами, как Игорь Северянин и Софья Парнок. При этом в ряде случаев озаглавленные таким образом стихотворения собственно ронделями не являлись (в частности, «Кавказская рондель» Северянина представляет собой не полностью выдержанный в формальном отношении триолет). Сходные процессы происходили и в других европейских литературах (в частности, не вполне отвечают классическому пониманию ронделя озаглавленные таким образом стихотворения Георга Тракля, Алджернона Чарльза Суинберна и др.). Традиция ронделя существует также в чешской (Ярослав Врхлицкий, Витезслав Незвал, Ярослав Сейферт), украинской (Павло Тычина, Николай Боровко) и других поэзиях.
В новейшее время рондель изредка встречается в творчестве поэтов, склонных к стилизации и формальной игре, — в частности, у Александра Кондратова.

## Пример ронделя
Она поёт: «Аллаверды,

Аллаверды — Господь с тобою», —

И вздрогнул он, привычный к бою,

Пришлец из буйной Кабарды.
Рука и взгляд его тверды, —

Не трепетали пред пальбою.

Она поёт: «Аллаверды,

Аллаверды — Господь с тобою».
Озарены цыган ряды

Луной и жжёнкой голубою.

И, упоённая собою,

Под треск гитар, под вопль орды

Она поёт: «Аллаверды».
— Софья Парнок, 29 сентября 1915